# Vladimíra Vítová
Vladimíra Vítová (* 23. října 1962) je česká politička, publicistka a politoložka. Je předsedkyní spolku Československé mírové fórum. Do jeho rozpuštění na sněmu 28. října 2024 byla předsedkyní politického hnutí Aliance národních sil. Řadou médií je kritizovaná za šíření dezinformací a její názory jsou popisovány jako extremistické.

## Rodina
Jejím manželem byl Ing. Tali al Maliki, CSc., který byl profesorem matematiky a přednášel na univerzitách v Alžírsku, Sýrii a Libyi. Jeho rodina je příbuzná s iráckým expremiérem Núrí Málikím. Za vlády Saddáma Husajna působil jako disident a byl členem Komunistické strany Iráku; do České republiky přišel jako politický vězeň odsouzený režimem Saddáma Husajna k trestu smrti. Zemřel nečekaně v roce 2003.

## Vzdělání a veřejná činnost
Absolvovala obor žurnalistika a politologie na Univerzitě Karlově.[zdroj⁠?!]
V letech 1998–2002 působila jako mluvčí Ministerstva školství, mládeže a tělovýchovy, v letech 2002–2009 jako analytička Úřadu vlády ČR,[zdroj⁠?!] v letech 2009–2014 jako koordinátorka Monitorovacího výboru Evropského sociálního fondu na Ministerstvu práce a sociálních věcí.[zdroj⁠?!]
V letech 1994–2000 byla členkou Ústředního výkonného výboru České strany sociálně demokratické. Jako delegátka dvou sjezdů ČSSD podala návrh na zrušení tzv. Bohumínského usnesení a vystupovala proti členství ČR v EU a v NATO[zdroj⁠?!] a proti bombardování Jugoslávie. V devadesátých letech vystupovala v Paříži na demonstracích proti Maastrichtské smlouvě EU. V letech 2000–2002 byla místopředsedkyní Sociálně demokratických žen. Od roku 2003 je předsedkyní spolku Československé mírové fórum.[zdroj⁠?!] Pořádala několik mezinárodních mírových konferencí ve spolupráci se Společností Berthy von Suttner. V roce 2006 pořádala mezinárodní konferenci Pražská výzva pro Irák.
Ve volbách do PSP ČR v roce 2017 neúspěšně kandidovala za Českou stranu národně sociální jako lídryně kandidátky v kraji Vysočina.
V roce 2018 se stala předsedkyní politického hnutí Občané 2011, později přejmenovaného na Aliance národních sil.
Ve volbách do Senátu PČR v roce 2018 kandidovala v obvodu č. 23 – Praha 8 za hnutí ANS. Podporovaly ji také subjekty Změna pro lidi, Blok proti islamizaci – Obrana domova, Česká strana národně socialistická a Česká Suverenita. Nebyla zvolena.
Ve volbách do Evropského parlamentu v květnu 2019 kandidovala na 28. místě kandidátky ANS, ale nebyla zvolena.
Ve volbách do Senátu PČR v roce 2020 kandidovala za ANS v obvodu č. 24 – Praha 9. Nebyla zvolena.
Ve volbách do PSP ČR v roce 2021 kandidovala jako celostátní lídryně a jednička kandidátky ANS ve Středočeském kraji. Nebyla zvolena.
Vladimíra Vítová publikuje například na Parlamentních listech, webech Sputnik Česká republika, Nová republika, Czech Free Press, CZ24.news a v dalších médiích. Měla pravidelné analytické pořady (Komentáře ANS) na Svobodném vysílači.
Ve volbách do Evropského parlamentu v červnu 2024 kandidovala jako členka hnutí ANS na 3. místě kandidátky uskupení „ALIANCE ZA NEZÁVISLOST ČR - proti přijetí eura!“ (tj. strana Bezpečné ulice (BEZ-UL), strana Národní demokracie (ND), hnutí Aliance národních sil (ANS), strana Rozumní, Dělnická strana sociální spravedlnosti (DSSS) a hnutí Čistý kraj (ČiKR)). Uskupení však získalo pouze 0,50 % hlasů, a zvolena tak nebyla.
Ve volbách do Senátu PČR v roce 2024 neúspěšně kandidovala jako členka ANS v obvodu č. 20 – Praha 4. Se ziskem 0,85 % hlasů skončila na předposledním 7. místě, a senátorkou se tak nestala.
Ve volbách do Poslanecké sněmovny PČR v roce 2025 je lídryní hnutí Česká republika na 1. místě! v Královéhradeckém kraji.

## Kontroverze
Byla předsedkyní Aliance národních sil, která bývala některými označována jako proruská strana. Byla kritizována za šíření řady dezinformací. Tvrdila například, že zemětřesení v Turecku bylo vyvoláno uměle nebo o droze Captagon.

## Podnikání
Od roku 2002 má živnostenské oprávnění v oboru „poradenská činnost v oblasti společenských věd a rozvoje osobnosti“, v roce 2012 změněném na „poradenská a konzultační činnost, zpracování odborných studií a posudků“.
Od 25. listopadu 2008 je jednatelkou v rodinné firmě (obory poradenské, vzdělávací, překladatelské, reklamní, vydavatelské).